# マルシヤック
マルシヤック(Marcillac)はフランス南部、ミディ＝ピレネー地域圏アヴェロン県の、マルシヤック＝ヴァロン村を中心に作られている赤ワインおよびロゼワインのAOC名である。

## ワイン
1990年にVDQSワインからAOCに昇格した。県内の11か村150ヘクタールの畑で作られているが、生産量は少ない。フェールというピレネー地方固有のぶどう品種を中心に作られる赤ワインまたはロゼワインで、黒すぐりのようなこもった香りと、柔らかな渋みがあり、酸味は強い。
ローマ時代からのワイン産地ではあるが、AOCの産地としては歴史が浅く、まださほど優れたものは出ていない。日本にもほとんど出回っていない。